# Faith Ford

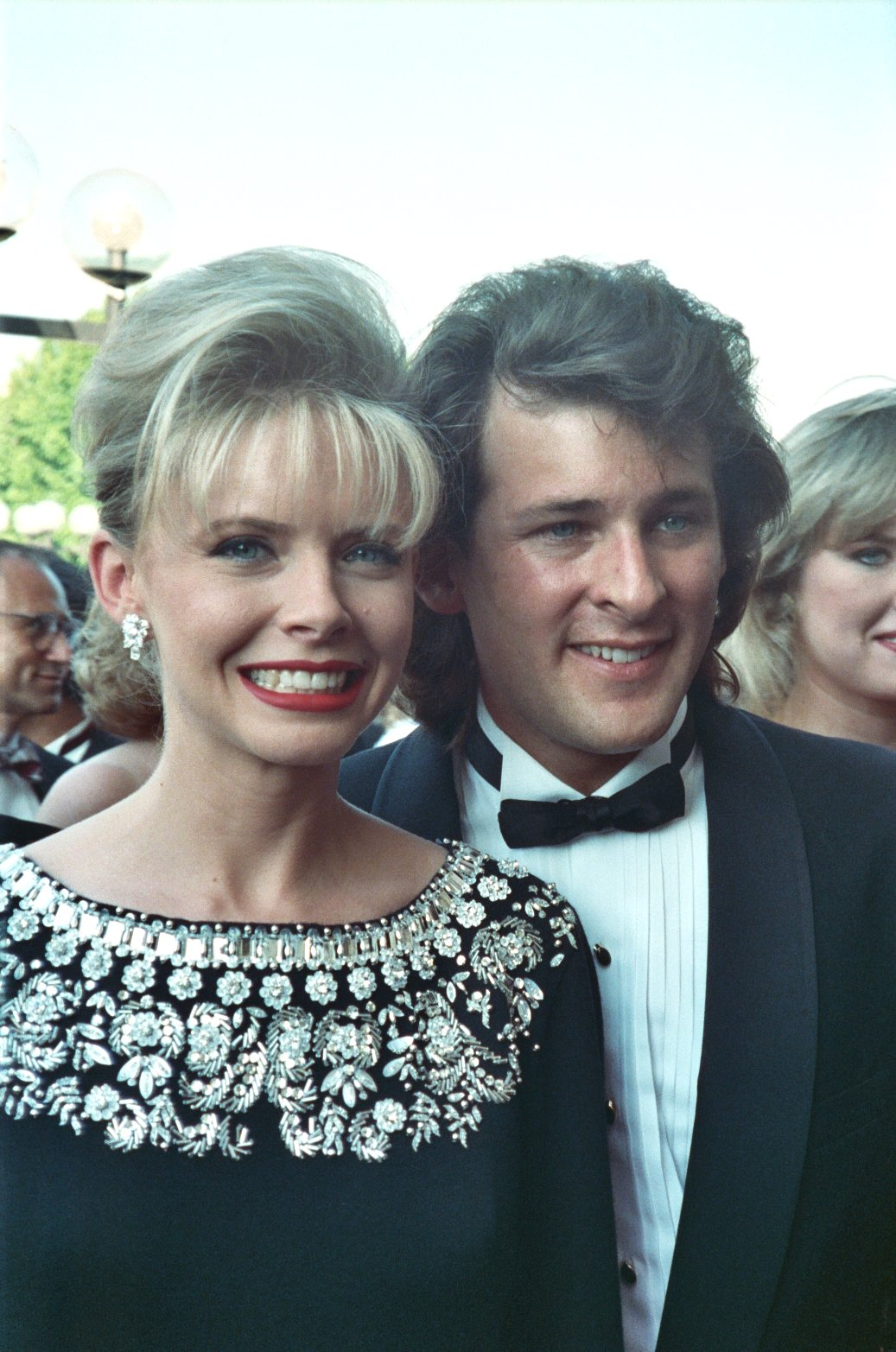
Ford con su entonces marido, Robert Nottingham en 1990

Faith Ford (nacida el 14 de septiembre de 1964) es una actriz estadounidense de cine y televisión, conocida por haber desempeñado el papel de Corky Sherwood en la serie de televisión Murphy Brown y Hope Fairfield-Shanowski en la serie de televisión Hope & Faith.

## Biografía
Nacida en Alexandria, Luisiana, Ford se crio cerca en Pineville. En la escuela secundaria, Ford actuó en obras escolares y en su último año, fue finalista en la búsqueda de la revista Teen modelo anual. A los 17 años, se dirigió a Nueva York, donde trabajó en comerciales y no como modelo. Pronto Ford había hecho recurrentes roles en telenovelas como "Muffy" en "One Life to Live" (1968). Ford encontró trabajo en el prime time como Janine, the fumbling secretary, en "thirtysomething" (1987) así como invitada en otros programas. 
Su debut en la gran pantalla fue en "You Talkin' to Me?" (1987). En 1988, después de la primera de rechazar el papel, se unió al elenco de la serie de televisión "Murphy Brown" (1988) como Corky, la rubia.
Con los años, Faith Ford ha recibido cinco nominaciones al Emmy por su personaje. 
Después de nueve temporadas en "Murphy Brown" (1988), Ford ha tratado de distanciarse de Corky con el thriller de Night Visitors (1996) (TV) y Her Desperate Choice (1996) (TV). 

## Filmografía
| Año  | Título                                | Rol                |
| 1993 | For Goodness Sake                     | cortometraje       |
| 1994 | North                                 | Donna Nelson       |
| 1998 | Sometimes They Come Back ... for More | Dr. Jennifer Wells |
| 2003 | Beethoven's 5th                       | Julia Dempsey      |
| 2005 | The Pacifier                          | Julie Plummer      |
| 2011 | Prom                                  | Kitty Prescott     |
| 2023 | We Have a Ghost                       | Barbara Mangold    |

## Apariciones en televisión
- 1983 - Another World.... Julia Shearer
- 1983 - One Life to Live.... Muffy Critchlow
- 1985 - Hardcastle and McCormick.... Tina Cutler (1 episodio)
- 1986 - Cagney & Lacey.... Karen Price (1 episodio)
- 1986 - Scarecrow and Mrs. King.... Tina Culter (1 episodio)
- 1986 - Webster.... Desconocido
- 1987 - The Popcorn Kid.... Lynn Holly Brickhouse
- 1987 - If It's Tuesday, It Must Still Be Belgium.... Kalin Brewster (telefilme)
- 1987 - You Talkin' to Me?.... Dana Archer (telefilme)
- 1987–1988 - Thirtysomething.... Janine
- 1990 - Murder, She Wrote.... Sunny Albertson (1 episodio)
- 1988–1998 - Murphy Brown.... Corky Sherwood (reparto regular)
- 1993 - Poisoned by Love: The Kern County Murders.... Joyce Catlin (telefilme)
- 1993 - The Hidden Room.... Iris/ Ruth (1 episodio)
- 1996 - Night Visitors.... Kelly Wells (telefilme)
- 1996 - Her Desperate Choice.... Jody Murdock/Sarah (telefilme)
- 1996 - A Weekend in the Country.... Susan Kaye (telefilme)
- 1998–1999 - Maggie Winters.... Maggie Winters
- 2000 - The Family Guy.... Corky Sherwood / Pretty Woman
- 2002 - Mom's On Strike.... Pam Harris (telefilme)
- 2003–2006 - Hope & Faith.... Hope Shanowski
- 2007 - Carpoolers.... Leila Brooker
- 2008- My Name Is Earl.... Rachel (1 episodio)
- 2008 - Criminal Minds.... Vanessa Hill (1 episodio)